# Bezděz (berg)
Bezděz är ett berg i Tjeckien.   Det ligger i regionen Liberec, i den centrala delen av landet, 50 km norr om huvudstaden Prag. Toppen på Bezděz är 604 meter över havet, eller 292 meter över den omgivande terrängen. Bredden vid basen är 3,0 km.
Terrängen runt Bezděz är huvudsakligen platt.Runt Bezděz är det ganska tätbefolkat, med 52 invånare per kvadratkilometer. Närmaste större samhälle är Mladá Boleslav, 19,2 km sydost om Bezděz. Trakten runt Bezděz består till största delen av jordbruksmark.